# ديرينغ (نيوهامشير)
ديرينغ (بالإنجليزية: Deering, New Hampshire)‏ هي بلدة أمريكية تقع في الولايات المتحدة في هيلسبوروغ. يقدر عدد سكانها بـ 1,912 نسمة ومساحتها 81.4 كم2 وترتفع عن سطح البحر 330 متر.

## أعلام
- جيمس دبليو. غرايمز